# Ilex opaca
Ilex opaca — вид квіткових рослин з родини падубових.

## Морфологічна характеристика
Це вічнозелений кущ чи невелике дерево, яке зазвичай досягає 4–9 метрів у висоту, хоча в минулому є записи про дерева, які досягали 30 метрів.

## Поширення
Ареал: США від Міссурі до Нью-Йорка та Массачусетсу, на південь до Техасу та Флориди. Росте на різних типах ґрунтів, але зазвичай зустрічається на глибоких вологих низинах; населяє вологі ліси, живоплоти та поля.

## Використання
Їстівне. Обсмажене листя використовують як замінник чаю. Вони не містять кофеїну. Цей напій був дуже популярним замінником чаю під час громадянської війни в США. Медичне. Ягоди мають проносну, блювотну і сечогінну дію. Використовуються при лікуванні дитячої діареї, кольок і нетравлення. Чай із листя використовувався для лікування кору, застуди тощо. Листя також використовувалися зовнішньо для лікування запалених очей, болю та свербіння шкіри. Колись чай з кори використовували для лікування малярії та епілепсії. Його також використовували для промивання хворих очей і свербіння шкіри. Агролісове. Ряд сортів цього виду використовують для живої огорожі. Досить вітростійкий, цей вид також використовується в полезахисних насадженнях. Інше. Деревина - легка, міцна, неміцна, дрібнозерниста, високоударна, легко обробляється. Разюче біла деревина, її цінують за використання у шпоні та інкрустації. Деревина занадто мала для комерційного використання, але його цінують для використання у виготовленні шаф і внутрішньому оздобленні будинків. ЇЇ також використовують для виготовлення невеликих предметів, таких як ручки для інструментів.

## Галерея

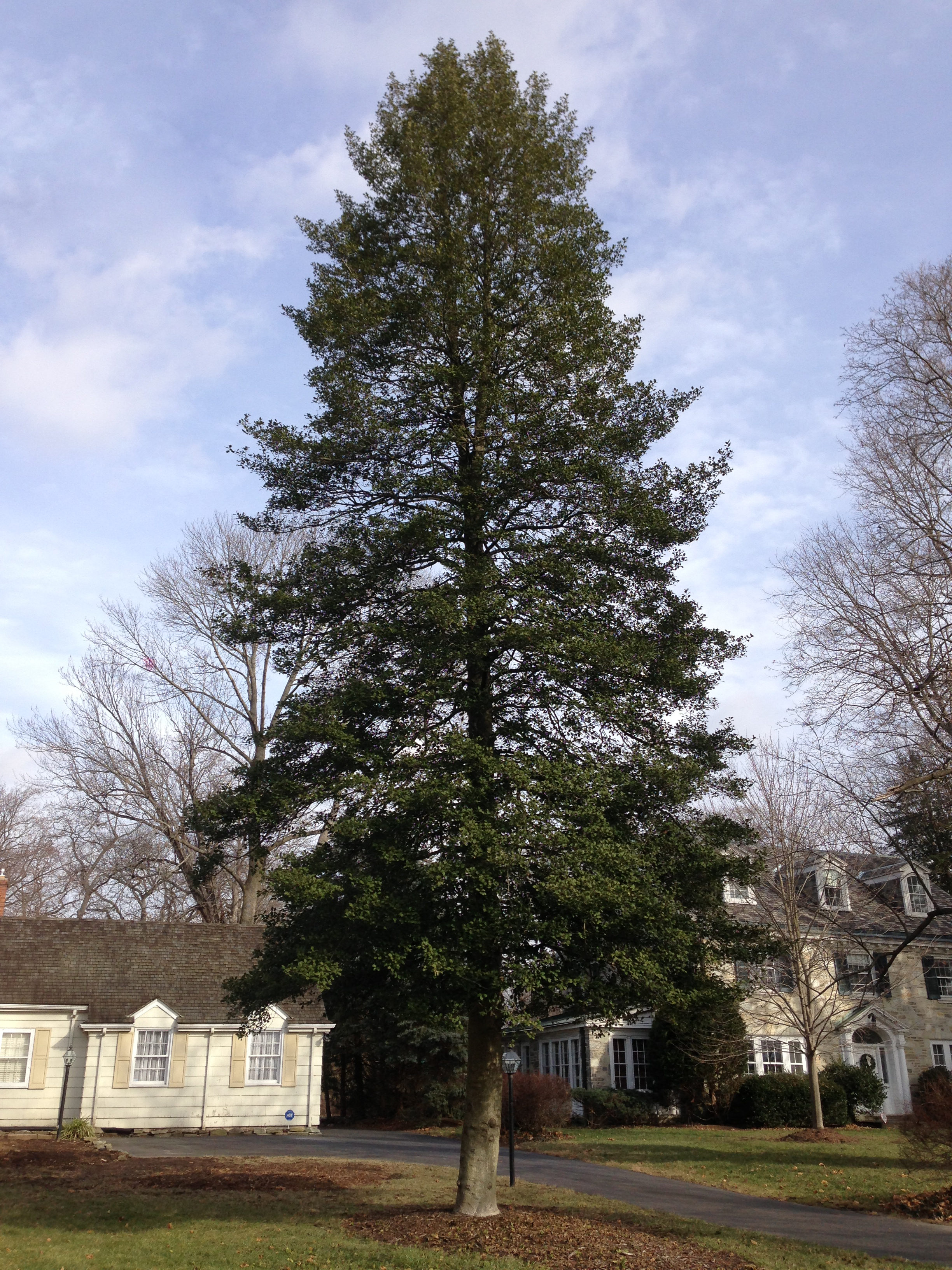
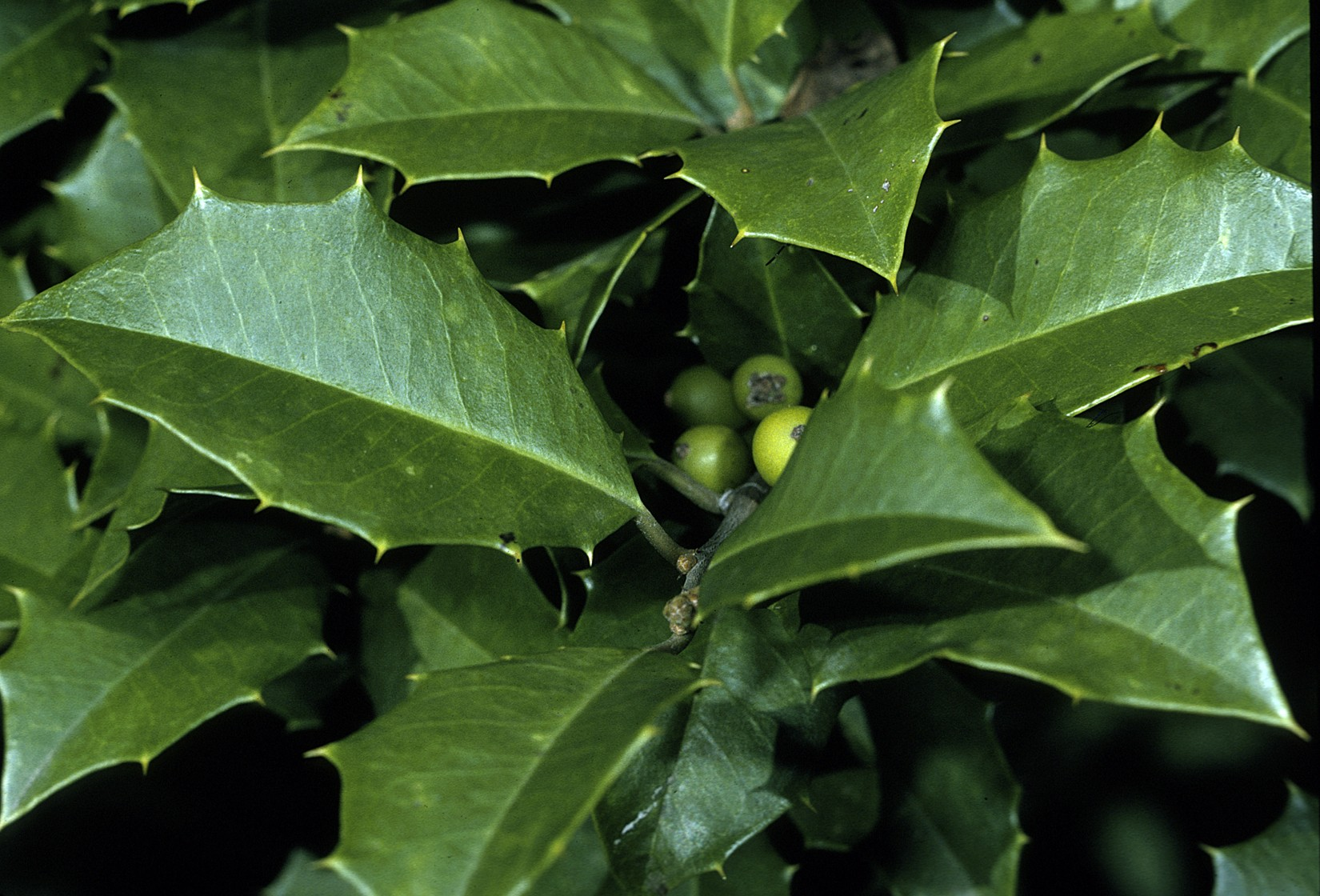
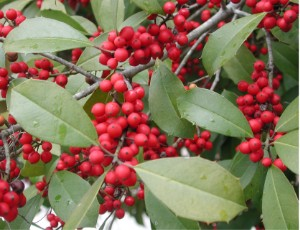